# Лозовая (Боровский район)
Лозовая (укр. Лозова), село, 
Богуславский сельский совет,
Боровский район,
Харьковская область.
Код КОАТУУ — 6321080503. Население по переписи 2015 г. составляет 64 человека.

## Географическое положение
Село Лозовая находится у истоков реки Лозовая, которая через 11 км впадает в Оскольское водохранилище (река Оскол).
Село вытянуто вдоль реки на ~4 км.
Ближайшие железнодорожные станции в 12 км — Имени Олега Крючкова и Сеньково.

## История
- 1781 - дата первого упоминания о селе[1].